# Бучанський провулок
Буча́нський прову́лок — зниклий провулок, що існував у Святошинському (на той час — Ленінградському районі) міста Києва, в межах селища Біличі. Пролягав від Бучанської вулиці до тупика. 

## Історія
Виник у 1-й половині XX століття, мав назву провулок Коцюбинського. Назву Бучанський провулок набув 1955 року. 
Ліквідований наприкінці 1980-х — на початку 1990-х років у зв'язку з локальним знесенням малоповерхової забудови (ймовірно, як один із етапів повного знесення села Біличі, що передбачалося здійснити).